# Docalidia rozeni
Docalidia rozeni är en insektsart som beskrevs av Nielson 1979. Docalidia rozeni ingår i släktet Docalidia och familjen dvärgstritar. Inga underarter finns listade i Catalogue of Life.